# Examen de sangre

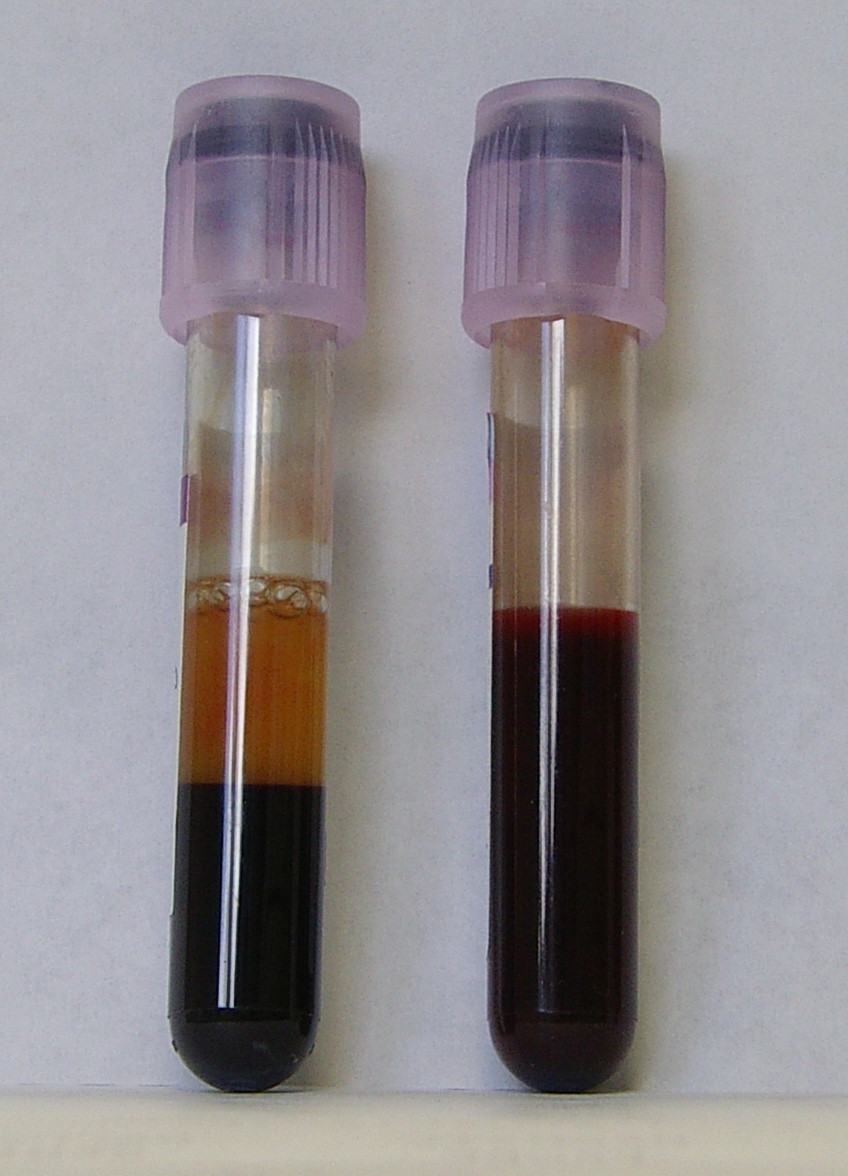
Muestras de sangre

Un examen de sangre o análisis de sangre es un análisis de laboratorio realizado en una muestra que puede ser de sangre completa, plasma o suero. Usualmente es extraída de una vena del brazo usando una  jeringa. También puede recogerse la muestra  pinchando un dedo, o tomando sangre arterial.
Un análisis de sangre es una de las pruebas más comunes que utilizan los proveedores de atención médica para controlar la salud general o ayudar a diagnosticar afecciones médicas. Es posible que a una persona se le realicen un análisis de sangre como parte de un examen físico de rutina o porque tiene ciertos síntomas.
Hay muchos análisis de sangre diferentes. Algunas pruebas se centran en las células sanguíneas y las plaquetas. Algunos evalúan sustancias en la sangre como electrolitos, proteínas y hormonas. Otros miden ciertos minerales en la sangre.
Independientemente del motivo por el que se realice un análisis de sangre, es importante recordar que los análisis de sangre ayudan a los proveedores de atención médica a diagnosticar problemas de salud. Pero los resultados de los análisis de sangre no son un diagnóstico. Un resultado anormal en un análisis de sangre puede no significar que tenga una afección médica grave.

## Propósito
Los exámenes de sangre son usados para determinar estados fisiológicos y bioquímicos tales como una enfermedad, contenido mineral, eficacia de drogas, y función de los órganos.
La venopunción es útil porque es una manera relativamente no invasiva para obtener células, y fluido extracelular (plasma) del cuerpo para el análisis. Puesto que la sangre fluye a través del cuerpo actuando como un medio para proporcionar oxígeno y nutrientes, y retirando residuos y llevándolos a los sistemas excretorios para su eliminación, el estado de la circulación sanguínea afecta, o es afectado, por muchas condiciones médicas. Por estas razones, los exámenes de sangre son los más comunes exámenes médicos realizados.
Aunque se suele usar el término examen de sangre, la mayoría de las pruebas rutinarias son hechas en plasma o el suero (a excepción de la mayoría de hematología).

## Extracción

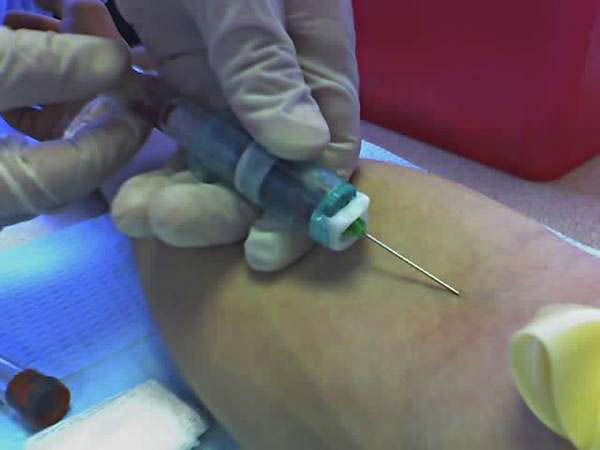
Una venopunción realizada con un vacutainer.

Los flebotomistas, los bioquímicos diagnósticos (BQD), los químicos bacteriólogos parasitólogos (QBP), los químicos farmacéuticos biólogos (QFB), pasantes en técnicos en laboratorio clínico, médicos internos de pregrado y los enfermeros, están a cargo de la extracción de la sangre del paciente. Sin embargo, en circunstancias especiales y situaciones de emergencia, los paramédicos y los médicos a veces extraen la sangre. También, los terapistas respiratorios son entrenados para extraer la sangre arterial para la gasometría arterial, aunque esto es un caso raro.
Una venopunción es útil porque es una forma menos invasiva de obtener células y líquido extracelular (plasma) del cuerpo para su análisis. La sangre fluye por todo el cuerpo, actuando como un medio que proporciona oxígeno y nutrientes a los tejidos y transporta los productos de desecho de vuelta a los sistemas excretores para su eliminación. En consecuencia, el estado del torrente sanguíneo afecta o se ve afectado por muchas afecciones médicas. Por estas razones, los análisis de sangre son las pruebas médicas más comúnmente realizadas.
Si sólo se necesitan unas gotas de sangre, se realiza un pinchazo en el dedo en lugar de una venopunción.
En la vivienda arterial, venosa central y líneas venosas periféricas también se puede utilizar para extraer sangre.
Los flebotomistas, médicos de laboratorio y enfermeros son los encargados de extraer la sangre de un paciente. Sin embargo, en circunstancias especiales, y/o situaciones de emergencia, paramédicos y médicos extraen la sangre. Además, los terapeutas respiratorios están capacitados para extraer sangre arterial para examinar gasometrías arteriales.

## Tipos de examen de sangre
Las pruebas de laboratorio o  análisis clínicos miden el sodio, el potasio, el cloro, el bicarbonato, el nitrógeno ureico en sangre (BUN), el magnesio, la creatinina, y la glucosa. A veces también incluyen el calcio y otros componentes de la sangre.
Algunos exámenes de sangre, tales como la medición de la glucosa, colesterol, o para la detección de infecciones de transmisión sexual requieren ayuno (o no consumo de alimentos) de ocho a doce horas antes del examen de sangre.
Para la mayoría de los exámenes la sangre es usualmente obtenida de la vena del paciente. Sin embargo, otros exámenes de sangre especializados, tales como la gasometría arterial, requieren que la sangre sea extraída de una arteria. La gasometría arterial de la sangre es primariamente usada para monitorear los niveles del dióxido de carbono relacionados con la función pulmonar. Sin embargo, también es requerido al medir los niveles de pH y de bicarbonato de la sangre para ciertas condiciones metabólicas.
Mientras que la prueba regular del examen de glucosa es tomada en cierto punto en el tiempo, la prueba de tolerancia a la glucosa implica la prueba repetida para determinar la tasa en la cual la glucosa es procesada por el cuerpo.

### Hemograma completo
Un hemograma completo (CBC por sus siglas en inglés) es un análisis de sangre que se utiliza para observar la salud general y encontrar una amplia gama de afecciones, incluidas anemia, infecciones y leucemia.
Una prueba de hemograma completo mide lo siguiente:
- Glóbulos rojos, que transportan oxígeno.
- Glóbulos blancos, que combaten las infecciones.
- Hemoglobina, la proteína transportadora de oxígeno en los glóbulos rojos.
- Hematocrito, la cantidad de glóbulos rojos en la sangre.
- Plaquetas, que ayudan a que la sangre se coagule.

Un hemograma completo puede mostrar aumentos o disminuciones inusuales en el recuento de células. Esos cambios podrían indicar una condición médica que requiere más pruebas.
Los resultados se interpretan comparándolos con rangos de referencia, que varían con el sexo y la edad. Condiciones como la anemia y la trombocitopenia se definen por resultados anormales del hemograma. Los índices de glóbulos rojos pueden proporcionar información sobre la causa de la anemia de una persona, como la deficiencia de hierro y la deficiencia de vitamina B12, y los resultados del diferencial de glóbulos blancos pueden ayudar a diagnosticar infecciones virales, bacterianas y parasitarias y trastornos sanguíneos como la leucemia. No todos los resultados que quedan fuera del rango de referencia requieren intervención médica.
La siguiente tabla muestra los principales elementos examinados y sus rangos considerados normales.
| Categoría        | Examen                                   | Bajo | Alto | Unidad  | Comentarios                                                                      |
| ---------------- | ---------------------------------------- | ---- | ---- | ------- | -------------------------------------------------------------------------------- |
| Glóbulos rojos   | Hemoglobina (Hb) (varón)                 | 140  | 180  | g/L     | Más alta en neonatos y más baja en niños.                                        |
| Glóbulos rojos   | Hemoglobina (Hb) (mujer)                 | 115  | 160  | g/L     | La diferencia en sexos no es significativa hasta la edad adulta.                 |
| Glóbulos rojos   | Hematocrito (Hct) (varón)                | 0.38 | 0.52 |         |                                                                                  |
| Glóbulos rojos   | Hematocrito (Hct) (mujer)                | 0.35 | 0.47 |         |                                                                                  |
| Glóbulos rojos   | Volumen celular medio (MCV)              | 80   | 98   | fL      | Las células son de mayor tamaño en neonatos, aunque más pequeñas en otros niños. |
| Glóbulos rojos   | Hemoglobina celular media (MCH)          | 26   | 34   | pg      |                                                                                  |
| Glóbulos rojos   | Conteo de glóbulos rojos (varón)         | 4.5  | 6.5  | x1012/L |                                                                                  |
| Glóbulos rojos   | Conteo de glóbulos rojos (mujer)         | 3.8  | 5.8  | x1012/L |                                                                                  |
| Glóbulos rojos   | Reticulocitos                            | 10   | 100  | x109/L  |                                                                                  |
| Glóbulos rojos   | Tasa de sedimentación eritrocítica (ESR) | n/a  | 20   | mm/h    | Las mujeres tienden a tener un ESR más alto. El ESR se incrementa con la edad.   |
| Glóbulos blancos | Conteo total de glóbulos blancos         | 4    | 11   | x109/L  | Más alto en neonatos e infantes.                                                 |
| Glóbulos blancos | Neutrófilos granulocitos                 | 2    | 7.5  | x109/L  | 45-74 %. También conocidos como granulocitos (grans), polys, PMNs, o segs.????   |
| Glóbulos blancos | Linfocitos                               | 1.3  | 4    | x109/L  | 16-45 %                                                                          |
| Glóbulos blancos | Monocitos                                | 0.2  | 0.8  | x109/L  | 4.0-10 %                                                                         |
| Glóbulos blancos | Eosinófilos granulocitos                 | 0.04 | 0.4  | x109/L  | 0.0-7.0 %                                                                        |
| Glóbulos blancos | Basófilos granulocitos                   | 0.01 | 0.1  | x109/L  | 0.0-2.0 %                                                                        |
| Coagulación      | Plaqueta                                 | 150  | 400  | x109/L  | Las plaquetas son parte de la formación de los coágulos sanguíneos               |

### Rangos normales
| Examen              | Bajo | Alto | Unidad | Comentarios                                            |
| Sodio (Na)          | 136  | 145  | mmol/L |                                                        |
| Potasio (K)         | 3.5  | 4.5  | mmol/L |                                                        |
| Urea                | 2.5  | 6.4  | mmol/L | BUN (blood urea nitrogen) - nitrógeno ureico en sangre |
| Urea                | 7    | 18   | mg/dL  |                                                        |
| Creatinina - varón  | 62   | 115  | µmol/L |                                                        |
| Creatinina - mujer  | 53   | 97   | µmol/L |                                                        |
| Creatinina - varón  | 0.7  | 1.3  | mg/dL  |                                                        |
| Creatinina - mujer  | 0.6  | 1.1  | mg/dL  |                                                        |
| Glucosa (en ayunas) | 3.9  | 5.8  | mmol/L | ver también hemoglobina glucosilada                    |
| Glucosa (en ayunas) | 70   | 110  | mg/dL  |                                                        |

### Perfiles moleculares

#### Las proteínas
- Electroforesis de proteínas (técnica general - no un examen específico)
- Western blot (técnica general - no un examen específico)
- Pruebas de función hepática

#### Proteínas anticuerpo
- Serología (técnica general - no un examen específico)
  - Prueba de Wassermann (para la sífilis)
- Prueba de ELISA
- Prueba de Coombsno

#### Otros
- Reacción en cadena de la polimerasa (PCR). La prueba de ADN es hoy posible incluso con cantidades muy pequeñas de sangre: es usada comúnmente en medicina forense, pero ahora también es parte del proceso de diagnóstico de muchos desórdenes.

La aplicación de la Prueba de ADN, se ha desarrollado fundamentalmente en las siguientes áreas:
1) En procesos de filiación, paternidad y maternidad.
2) En criminalística, con el análisis de vestigios biológicos de interés criminal.
3) En identificación de cadáveres y/o restos cadavéricos.
- Northern blot (ARN)25666

### Evaluación celular
- Conteo completo de la sangre
- Hematocrito y volumen corpuscular medio (MCV)

## Análisis para enfermedades autoinmunes
Las enfermedades autoinmunes ocurren cuando el sistema inmunológico ataca accidentalmente el cuerpo en lugar de protegerlo de intrusos como virus, parásitos y cáncer. El responsable médico puede ordenar los siguientes análisis de sangre:
- Prueba de anticuerpos antinucleares: Los anticuerpos antinucleares (ANA) son anticuerpos que atacan por error al sistema inmunológico. Grandes cantidades de ANA en la sangre pueden ser un signo de ciertos trastornos autoinmunes.
- Prueba de sangre del complemento CE: los proveedores pueden usar esta prueba para diagnosticar y controlar trastornos autoinmunes como la artritis reumatoide o el lupus.
- Prueba de proteína C reactiva (PCR): el hígado produce y libera esta proteína. Los niveles altos de proteína C reactiva pueden ser un signo de afecciones inflamatorias, incluidas algunas enfermedades autoinmunes.
- Tasa de sedimentación globular (ESR): las pruebas de ESR ayudan a detectar la inflamación.
- Frotis de sangre periférica (PBS): esta es una técnica que utilizan los médicos para examinar los glóbulos rojos y blancos y las plaquetas bajo un microscopio.

## Futuras alternativas

### Pruebas de saliva
En 2008, los científicos anunciaron que las pruebas de saliva más rentables podrían eventualmente reemplazar algunos análisis de sangre, ya que la saliva contiene el 20 % de las proteínas que se encuentran en la sangre. Es posible que las pruebas de saliva no sean apropiadas o no estén disponibles para todos los marcadores. Por ejemplo, los niveles de lípidos no se pueden medir con pruebas de saliva.

### Microemulsión
En febrero de 2011, investigadores canadienses de la Escuela de Ingeniería Schulich de la Universidad de Calgary anunciaron un microchip para análisis de sangre. Denominada microemulsión, una gota de sangre capturada dentro de una capa de otra sustancia. Puede controlar el tamaño exacto y el espaciado de las gotas. La nueva prueba podría mejorar la eficiencia, la precisión y la velocidad de las pruebas de laboratorio y, al mismo tiempo, hacerlo de forma económica. El microchip cuesta $25, mientras que los dispensadores robóticos actualmente en uso cuestan alrededor de $10 000.

### SIMBAS
En marzo de 2011, un equipo de investigadores de la UC Berkeley, la DCU y la Universidad de Valparaíso desarrollaron un lab-on-a-chip que puede diagnosticar enfermedades en 10 minutos sin el uso de tubos externos y componentes adicionales. Se llama Sistema integrado de análisis de sangre microfluídico autoalimentado (SIMBAS). Utiliza diminutas trincheras para separar las células sanguíneas del plasma (el 99 por ciento de las células sanguíneas se capturaron durante los experimentos). Los investigadores utilizaron componentes de plástico para reducir los costes de fabricación.